# Leptogomphus pasia
Leptogomphus pasia är en trollsländeart som beskrevs av Van Tol 1990. Leptogomphus pasia ingår i släktet Leptogomphus och familjen flodtrollsländor. IUCN kategoriserar arten globalt som otillräckligt studerad. Inga underarter finns listade i Catalogue of Life.